# ポロネーズ第3番 (ショパン)
ポロネーズ第3番（ポロネーズだいさんばん）イ長調 作品40-1は、フレデリック・ショパンが1838年に作曲したポロネーズ。『軍隊ポロネーズ』の通称で親しまれており、作品40-2と共に1840年にまとめられた。

## 概要
作品40の2曲は曲想として一対を成す。この第3番は明るく威厳があり、堂々とした曲想からこの俗称で呼ばれ、有名である。ポーランドの国の雄大さが表現されていると解する見方もあり、ショパンの勇壮な愛国心がうかがえる作品の一つである。

## 構成
Allegro con brio
曲はショパンの作品としては驚くほど単純な形式を持ち、序奏もコーダも経過部も持たない。初歩的な複合三部形式で書かれている。主部はイ長調、中間部はニ長調であるが、曲想にあまり変化はなく、堂々としたリズムの伴奏の上で、オクターブで旋律が鳴らされるというものである。 後年管弦楽編曲も盛んにされた（『レ・シルフィード』など）。ショパンに特徴的な半音階進行がない。単純な曲想が広く受け入れられ、勇壮な愛称までつけられている。ハ短調ポロネーズの方が作曲技巧も練達しており、本作と対で発表していることに、作曲者と演奏者聴衆の各嗜好の相違が象徴されている。